# Харатьян, Жирайр
Жира́йр Харатя́н (арм. Ժիրայր  Խառատյան; род. в 1939 году в поселке Шаумян Марнеульского района Грузинской ССР, СССР)  — армянский общественный деятель, с августа по сентябрь 1998 года — исполняющий обязанности генерального прокурора Республики Армения. Заслуженный юрист Республики Армения (2003)

## Трудовая деятельность
- С 1961 года работает в системе прокуратуры.
- 1973—1984 — был прокурором города Ванадзор
- 1984 — начальник следственной части прокуратуры Армянской ССР.
- 1984—1996 — армянский транспортный прокурор, затем — заместитель Закавказского транспортного прокурора.
- 1996—1998 — заместитель генерального прокурора.
- Август-Сентябрь 1998 — генеральный прокурор Республики Армения.